# Max Grube

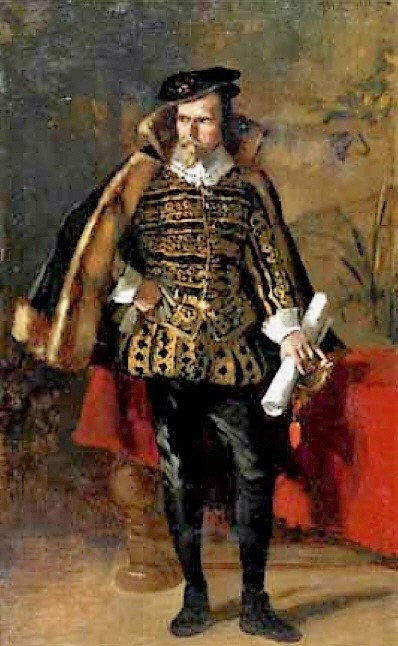
Max Grube som Burleighi Friedrich Schillers Maria Stuart, omkring 1880. Oljemålning av Max Volkhart.

Max Grube, född 25 mars 1854, död 25 december 1934, var en tysk skådespelare, regissör och teaterledare.
Grube debuterade 1872 på hovteatern i Meiningen, var sedan anställd bland annat i Bremen, Leipzig, Dresden och 1886-89 åter i Meiningen samt 1889-1905 vid Kungliga teatern i Berlin, från 1890 som överregissör. Grube var 1909-13 chef för hovteatern i Meiningen och 1913-18 konstnärlig direktör för Deutsches Schauspielhaus i Hamburg. Grube var en fantasifull och högt kultiverad regissör i meiningarnas anda och som skådespelare en mästare i episoden. Bland hans större roller märks Caliban i Stormen, hans tragikomiske Harpagon i Den girige och hans godmodigt sarkastiske Mefistofeles i Faust.